# ガブリエラ・スヴォボドヴァ
ガブリエラ・スヴォボドヴァ（Gabriela Svobodová-Sekajová、1953年2月27日 - ）はスロバキア共和国バンスカー・ビストリツァ県クレムニツァ出身の元クロスカントリースキー選手。1970年代から1980年代にかけてチェコスロバキア代表として国際大会で活躍した。結婚前はガブリエラ・セカヨワとして活動。

## プロフィール
1974年ノルディックスキー世界選手権では4×5kmリレーで銅メダルを獲得、10年後の1984年サラエボオリンピックではダグマル・シュヴボヴァ、ブランカ・パウルー、クヴェトスラヴァ・イェリオヴァとともにリレーで銀メダルを獲得した。
夫はノルディック複合で1972年札幌オリンピックに出場したヤロスラヴ・スヴォボダ(Jaroslav Svoboda)。